# La Chapelle (Sabaudia)
Chapelle – miejscowość i gmina we Francji, w regionie Owernia-Rodan-Alpy, w departamencie Sabaudia.
Według danych na rok 1990 gminę zamieszkiwało 239 osób, a gęstość zaludnienia wynosiła 19 osób/km² (wśród 2880 gmin regionu Rodan-Alpy Chapelle plasuje się na 1389. miejscu pod względem liczby ludności, natomiast pod względem powierzchni na miejscu 933.).